# 케르스티 칼률라이드
케르스티 칼률라이드(에스토니아어: Kersti Kaljulaid, 1969년 12월 30일 ~ )는 에스토니아의 제5대 대통령이다. 에스토니아 역사상 최초의 여성 국가원수이자 대통령 취임 당시 46세로 에스토니아의 최연소 대통령이 되었다.
칼률라이드는 이전에도 공직을 여럿 맡아온 적이 있었으며 특히 2004년부터 2016년까지는 유럽 회계 감사원에서 에스토니아 대표를 역임하였다. 2016년 에스토니아 대통령 선거에서 세 차례에 걸친 투표에도 이렇다 할 당선자가 나오지 않자, 칼률라이드는 하나의 다크호스로서 떠올랐고 2016년 9월 30일 원내 과반의 동의로 에스토니아 대통령 후보에 합류하게 되었다. 당시 4차전에서는 유일하게 외부 인사를 임명한 후보로서 선거전에 나서게 된 칼률라이드는 2016년 10월 3일, 찬성 81표, 기권 17표로 대통령에 당선되었다.

## 생애

### 어린 시절
1969년 12월 30일 소련 치하의 에스토니아 소비에트 사회주의 공화국 타르투에서 태어났으며, 1987년 탈린 중등학교를 졸업하였다. 중등학교에 다닐 동안에는 학생과학협회 조류학지부에 가입해 활동하였다. 1992년에는 타르투 대학교 생명학과를 우등으로 졸업하였다. 이 때에는 에스토니아 여학생 조합인 필리아에 파트리아에에 가입하기도 했다. 2001년에는 타르투 대학교 경영관리학과에서 경영학 석사를 땄다. 이 당시 칼률라이드가 쓴 석사 논문은 《국립재단 경영 체제의 개선 방안》(Riigi poolt asutatud sihtasutuste juhtimissüsteemi täiustamine)이라는 주제였다.

### 기업 경력
1996년부터 1997년까지는 에스토니아의 국영 통신사 에스티 텔레폰의 판매부장을 맡았으며, 1997년부터 1998년까지는 호이우팡크에서 기획부장으로 활동하였다. 그 해부터 1999년까지는 한사방크의 투자은행지부인 한사방크 마켓에서 일했다. 1999년부터는 마르트 라르 총리의 경제보좌관을 맡았으며, 2002년부터는 국영 에너지기업 에스티 에네르기아의 자회사 이루 발전소의 감독관에 임명되었다. 에스토니아에서는 여성 최초로 발전소 감독이 된 사례였다.
2004년 에스토니아가 유럽 연합에 가입하자, 칼률라이드는 유럽 회계 감사원의 에스토니아 대표로 지명되었다. 2011년부터는 타르투 대학교 이사회의 회장이 되었다.

### 정치 경력
칼률라이드는 자신의 정치 성향을 자유보수주의로 규정한다. 시민 사회는 강력해져야 하는 동시에 정부의 개입은 약화시키는 것을 지지하며, 어려움에 처한 국민을 돕는 데 큰 방점을 두고 있다고 발언한 바 있다. 또한 성소수자(LGBT)의 인권이나 이민과 같은 사회 문제에 대해서도 진보적인 시각을 가진 편이다. 이밖에도 유럽 연합 내 에스토니아의 지위나 사회 경제 문제에 관한 자신의 견해를 에스토니아 언론에 몇 차례 밝힌 적이 있으며, 라디오 쿠쿠의 정치 분석 프로그램 《케스크패에바툰드》(Keskpäevatund)에 고정 패널로 출연한 바 있다.
2001년부터 2004년까지는 지금의 조국과 공화국을 위한 연합의 전신에 해당되는 조국연합(Isamaaliit)의 당원으로 있었다. 다만 이 당시 선거에는 나서지 않았다.
칼률라이드의 유럽 회계 감사원 대표 임기 만료 시한인 2016년 5월 7일을 앞둔 2015년 11월, 프락시스 정책 연구 센터의 대표로 임명된다는 소식이 전해졌다. 그러나 2016년 2월 7일까지 에스토니아 정부 측이 감사원 대표 후임자를 정해야 했지만 임기가 만료되도록 정해지지 못했기에, 칼률라이드가 그대로 대표직을 연임하게 되었다. 2016년 9월 19일에는 에스토니아 의회에 개발조정자문위원회의가 설치되면서 신임 의장에 칼률라이드를 임명하는 안을 통과시켰다.
이때까지만 해도 칼률라이드는 에스토니아 정계에서 마이너한 존재였다. 하지만 2016년 8월에 시작된 대선이 9월까지 연장해가며 세 차례에 걸친 원내표결을 진행했음에도 불구하고 당선자를 내는 데 실패하자, 각 원내정당 대표와 국회의장, 국회부의장으로 구성된 '원로회의'가 소집되어 칼률라이드의 동의를 구하고 대통령 잠재 후보로 삼는 것을 제안하였다. 이에 의회는 2016년 10월 3일 표결을 거쳐 후보 임명안을 통과시켰다. 칼률라이드가 공식 후보로 등록된 건 그에 앞선 9월 30일부터였다. 에이키 네스토르 국회의장은 칼률라이드가 전체 의원 101인 중 정확히 68인의 찬성표를 얻어야 한다고 밝혔지만, 정확한 수치는 여전히 미지수로 남았다. 최종적으로는 의원 90인으로부터 지지를 받았다. 마지막 5차 표결에서는 찬성표 81표에 기권 17표를 얻었으며, 반대표는 없었다. 칼률라이드 후보를 지지하지 않겠다고 선언한 유일한 정당으로 에스토니아 보수국민당이 있었지만 표결 당시 원내 의석수는 7석에 불과하였다.

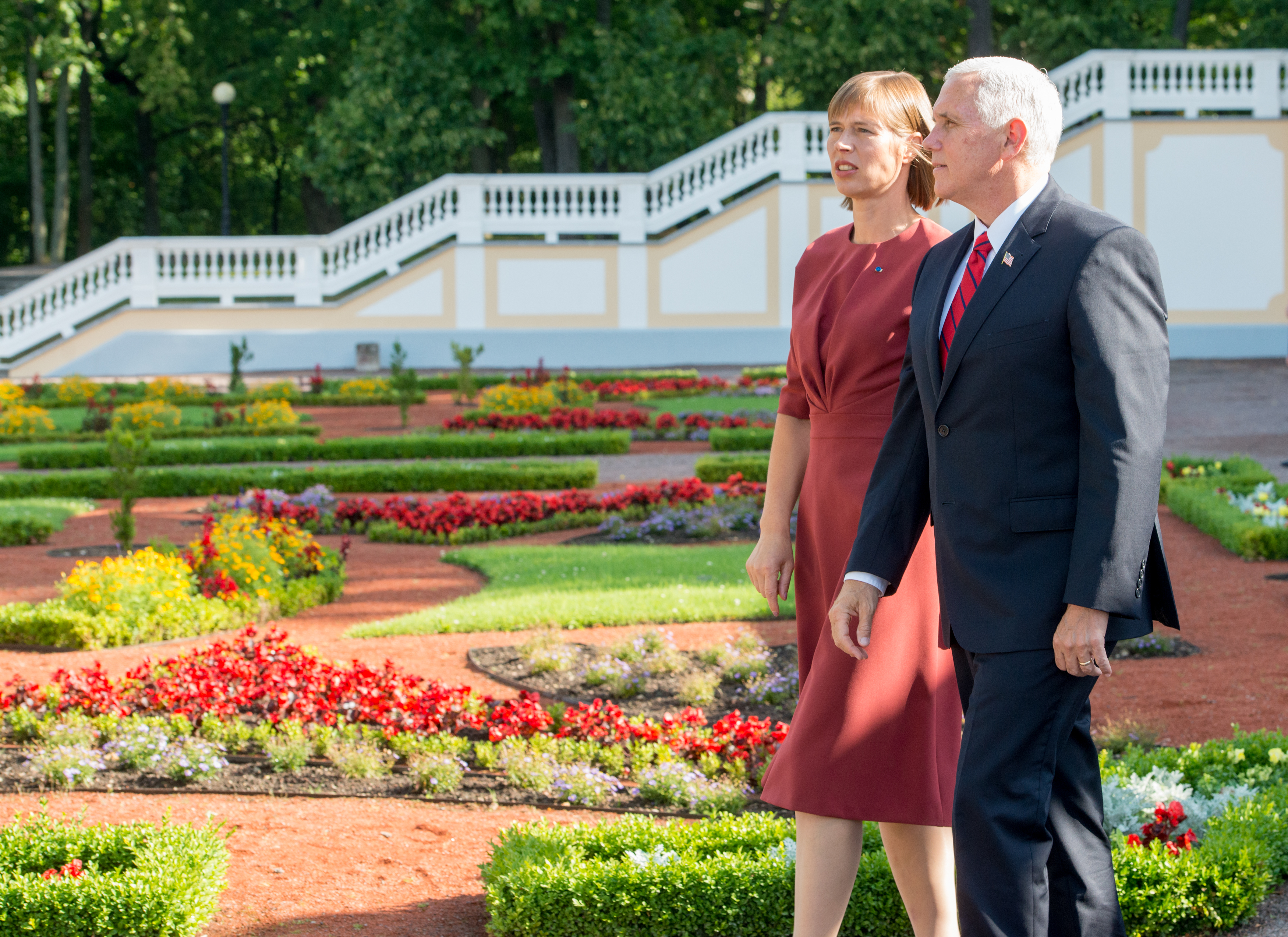
마이크 펜스와 함께하는 모습

칼률라이드의 대통령 후보에 시절 각 언론과 정치인, 여론조사에서 제기됐던 주요 비판으로는 여타 후보에 비해 상대적으로 무명이라는 점이었다. 이에 칼률라이드는 공개 서한을 통해 반대 여론을 정면 돌파하고, 여러 인터뷰를 통해 다양한 지역을 방문하고 국민들과 직접 대화하면서 전국의 모든 국민들이 인식하는 대통령이 되도록 약속하겠다는 선거전을 펼쳤다. 그 결과 2016년 10월 중순에 진행된 칼률라이드의 첫 지지율 조사 결과는 73%에 달하는 것으로 밝혀졌다.